# Hadrobregmus truncatus
Hadrobregmus truncatus är en skalbaggsart som först beskrevs av Henry Clinton Fall 1905.  Hadrobregmus truncatus ingår i släktet Hadrobregmus och familjen trägnagare. Inga underarter finns listade i Catalogue of Life.